# Commanderie de Moisy-le-Temple
La commanderie de Moisy-le-Temple est une commanderie hospitalière anciennement de l'ordre du Temple située sur la commune française de Montigny-l'Allier, dans l'Aisne.
Elle a été inscrite aux monuments historiques en 1927 puis remplacé par une inscription en 2003 (dépendances, porterie) et des classements en 2004 et 2005 (bâtiments de la commanderie).

## État
La commanderie est située à l’ouest du bourg, au 73 rue de la Commanderie, le long d’un chemin en terre et à proximité du canal du Clignon. C'est une propriété privée constituée d’un ensemble de bâtiments organisés autour d’une cour, comprenant : une chapelle, un corps de logis, des communs, granges et un puits. Il reste le long du chemin, un mur de clôture en pierre de taille, partiellement écroulé.
Deux époques de construction marquent le site : XIIIe siècle et XVIe siècle.

## Commandeurs templiers
On trouve mentionné dans quelques chartes et au cours du procès certains commandeurs de la maison du Temple de Moisy ainsi que ceux qui commandaient la baillie de Moisy, baillie qui regroupait plusieurs maisons de moindre importance dont par exemple Compiègne :
- 1184 : Frère Pierre[2], « preceptor de Moissiaco / ad domum de Moysi »[3]
- 1222 : Frère Etienne (Stephanus)[4]
- 26 janvier 1283 : Baudoin de Chiry, « preceptor domorum militie Templi in baillivia de Moisiaco »[5]
- Vers 1286 : Guillaume de Braye[6], « preceptorem de Moisiaco »[7]
- Vers 1304 : Jean de Cernay[6], « preceptor ballivie de Moysiaco »[8]
- Vers 1306 : Raoul de Brie dit aussi Raoul de Gisy[6], « preceptorem ballivie de Moissiaco »[9]
- 1307 : Jean de Cormeilles[6], « preceptor de Moysiaco Meldensis docesis »[8]

## Possessions
En 1357, la commanderie absorbe celle de la Sablonnière et les membres qui en dépendent, même si celle-ci dernière continue de porter le tire de commanderie.
En 1633, la commanderie absorbe les domaines des anciennes maisons de Magny-Saint-Loup, Nanteuil, Boutigny, Montaigu, de Trilbardou ainsi qu'une maison à Meaux, qui sont démembrée de la commanderie de Choisy-le-Temple.

## Organisation
Aujourd'hui, on peut observer l'organisation d'un ensemble de bâtiments tel qu'il nous est parvenu au XXe siècle.
Cette commanderie comprenait une chapelle, un corps de logis, une grange et quelques autres bâtiments dont une porterie.

### La chapelle
La chapelle dédiée à Saint-Christophe est située au nord est de la cour, le long du chemin d’accès. Dans le style gothique, elle a un plan rectangulaire orienté vers l’est. Elle est voûtée d’ogives.
Les quatre clés de voûtes sont sculptées.
Le passage entre la chapelle et le logis est couvert d’une charpente et d’un toit de tuiles à emboîtement. Le toit à deux pans est couvert en tuiles plates au nord et en tuiles à emboîtement au sud. La corniche est décorée de modillons sculptés représentant entre autres des têtes humaines.
La façade ouest est percée d’une porte actuellement murée, surmonté de deux baies en arc brisé et d’un oculus.
Il y avait probablement un cimetière en contrebas de la chapelle au sud.
Une tour octogonale en pierre de taille, située à l’angle nord ouest contient un escalier à vis qui permet d’accéder aux combles.

#### L'intérieur
La voûte est soutenue par des chapiteaux sculptés sur triple colonnette. Les deux angles ouest sont garnis d’une colonnette simple ainsi que le chœur. Le chevet est rayonnant percé de cinq fenêtres en arc brisé. Il reste dans le mur sud, deux niches, dont l’une était les lavabos du prêtre. Il n’y a pas de trace de l’autel.
Transformé en écurie, le sol est cimenté dans la moitié sud et rehaussé d’un pavement de galets dans la moitié nord. Des mangeoires ont été installées le long du mur nord et pour cela, les parties basses et les bases des colonnettes ont été retirées.

#### Les peintures
Il reste des traces de deux types de décors sur les enduits d’origine.
- Des faux joints peints au lait de chaux sur les murs et la voûte.
- Des décors floraux rouges sur bandeaux blancs le long des murs et autour des baies ouest.

### Le logis
Situé au sud en contrebas de la chapelle, le logis est une habitation de style Renaissance, flanqué d’une tour circulaire au nord et d'une grosse tour circulaire au sud. Ses fenêtres à meneaux sont partiellement bouchées.

### Les communs
- La porterie : elle est située dans la rue de la commanderie au milieu de maisons neuves.
- La porcherie
- La petite grange et charretterie
- Écuries et étables